# Platerów
Platerów is een dorp in het Poolse woiwodschap Mazovië, in het district Łosicki. De plaats maakt deel uit van de gemeente Platerów en telt 812 inwoners.

## Verkeer en vervoer
- Station Platerów